# Typhlodromalus simus
Typhlodromalus simus är en spindeldjursart som beskrevs av Denmark och Muma 1973. Typhlodromalus simus ingår i släktet Typhlodromalus och familjen Phytoseiidae. Inga underarter finns listade i Catalogue of Life.